# 地球冒险2 基格的逆袭
《地球冒险2 基格的逆袭》是一款由Ape公司与HAL研究所共同開發、任天堂在超级任天堂发行的角色扮演遊戲。本作是《地球冒险》系列的第2作。游戏最初于1994年8月在日本发行，並於翌年6月在北美發行。游戏在2003年在掌机Game Boy Advance上发售了与初代《地球冒险》的合集；2013年在Wii U遊戲機上通過Virtual Console平台發售。2017年發售的歐美版迷你超級任天堂也收錄了本作。

## 開發

北美版的外殼封面

本游戏制作时间长度长达5年。游戏是一个具有许多传统的角色扮演的元素。

## 劇情
《地球冒险2》故事发生在《地球冒险》的5年后。玩家最初以一个名为奈斯（Ness）的小男孩开始游戏。他与他的邻居Pokey调查了一个附近的陨石坑。他发现外星人Giygas充满着仇恨，并将动物、人类以及物体转化为恶意的生物。

## 评价
《地球冒险2》最初在北美收到少量好评，反而在後期才有廣泛的迴響。